# 樂轡
乐轡（?—?），子姓，乐氏，名辔，是春秋时期宋国的大夫。字子荡。
宋国的华弱和乐辔小时候亲密，长大了好开玩笑甚至诽谤。一次乐辔发怒，在朝上用弓套住华弱的脖子，好像带枷。宋平公说：“在朝廷上司武带弓枷，打仗就难取胜了。”于是把他驱逐。前567年夏，华弱逃亡鲁国。司城子罕说：“罪同而罚不同，不合刑法。在朝上专横和侮辱他人，还有比这更大的罪吗？”也赶走了乐辔，乐辔射箭射到子罕的门上，说：“看你还有几天会不和我一样被驱逐？”子罕害怕，像过去一样优待乐辔。